# Organoïde cérébral
Un organoïde cérébral, aussi appelé minicerveau ou cerveau miniature, est une masse de cellules mimant la structure et les fonctions principales du cerveau. Ils sont créés en laboratoire à partir de cellules souches pluripotentes (embryonnaires ou induites) qui s'organisent de manière autonome dans un milieu nutritif, hors de tout organisme vivant. Les cellules souches vont s'organiser en sphères, formant des "corps embryoïdes" à la surface desquels va pousser un tissu neuroectodermal. Ces sphères seront ensuite cultivées dans un gel (matrigel) servant de support à la croissance cellulaire. Un milieu de culture favorisant la différenciation neurale des cellules souches sera alors ajouté. Enfin, les organoïdes sont cultivés sur un agitateur afin de favoriser l’absorption de nutriments. Après environ 2 mois de culture, les organoïdes cérébraux atteignent leur taille maximale (jusqu’à 4 mm de diamètre). Ils sont alors composés de tissus hétérogènes complexes, similaires au cortex cérébral, au plexus choroïde et parfois à la rétine ou aux méninges, pouvant survivre indéfiniment (plus de 25 mois). Il est intéressant de noter que leur taille maximale est limitée par l'absence de système vasculaire limitant l'apport de nutriments et d'oxygène au cœur de l'organoïde, induisant une mort cellulaire.
Le premier protocole pour créer ces organoïdes cérébraux a été développé par un laboratoire de l'Institute of Molecular Biotechnology (en) (IMBA), de l'Académie autrichienne des sciences en 2014. En 2019, une équipe de l'Université de San Diego détecte des ondes cérébrales coordonnées dans des organoïdes cérébraux,.

## Applications
Le cerveau humain est un organe complexe composé de structures et cellules nerveuses variées. Le cerveau humain, en particulier son cortex cérébral, est lui-même plus complexe que celui des animaux utilisés généralement en laboratoire (rongeurs). De ce fait, l'étude du cerveau humain est compliquée et les organoïdes cérébraux aident à comprendre l'organisation et le développement du cerveau à très bas niveau. Ils servent d'outil pour comprendre comment les maladies neurodégénératives apparaissent et progressent particulièrement dans les cas ou l'étude d'une maladie est trop complexe pour utiliser des modèles in vitro ou dans des cas ou l'utilisation de tissus humains, plutôt que des modèles animaux, apporte un réel avantage pour comprendre l'évolution d'une maladie.

## Modèles

### Microcéphalie
La microcéphalie primaire est une maladie affectant le développement neural induisant une réduction significative de la taille du cerveau. Cette pathologie est difficile à reproduire chez la souris. Grâce à l'utilisation des cellules souches pluripotentes induites (cellules IPS) isolées de patient souffrant de microcéphalie, un modèle d'organoïdes cérébraux modélisant les caractéristiques de la maladie a pu être mis au point. Cet organoïde montre  une différenciation neuronale précoce des cellules nerveuses induisant un déficit du stock de progéniteurs neuraux, pouvant expliquer la taille réduite du cerveau.

### Virus Zika
Une infection au virus Zika durant l'embryogenèse peut provoquer une microcéphalie chez le nouveau-né, il est donc nécessaire de comprendre comment le virus affecte le développement cérébral fœtal. Les organoïdes cérébraux ont été exposés au virus Zika pendant un total de 24h. Les effets du virus sur le développement neuronal humain ont donc pu être étudiés. En parallèle, des traitements possibles contre le virus ont été testés sur les organoïdes cérébraux infectés afin de déterminer leur efficacité. Cette étude a notamment montré que deux médicaments (Ivermectine et Duramycine) réduiraient l'infection et les pertes du tissu neural.

### La sclérose en plaques
La sclérose en plaques (SEP) est une maladie auto-immune, inflammatoire, qui affecte le système nerveux central. La cause exacte de la maladie est encore inconnue, mais il semblerait que des facteurs génétiques et environnementaux jouent un rôle dans le développement de la maladie. Pour en apprendre plus sur le rôle des facteurs génétiques sur le développement de la SEP, une équipe a créé des organoïdes cérébraux à partir d'échantillons de patients atteint des différentes formes de la maladie. Cette étude a mis en évidence, dans les organoïdes cérébraux issus de patients atteint de SEP, une dérégulation des cellules souches neurales dans leur capacité de prolifération/différenciation induisant une baisse de la population d'oligodendrocytes, associée à une diminution de l'expression de la protéine p21.

### Maladie d'Alzheimer
La maladie d'Alzheimer a également été modélisée avec des organoïdes cérébraux.